# Astroloma conostephioides
Astroloma conostephioides är en ljungväxtart som först beskrevs av Sonder, och fick sitt nu gällande namn av Ferdinand von Mueller och George Bentham. Astroloma conostephioides ingår i släktet Astroloma och familjen ljungväxter. Inga underarter finns listade i Catalogue of Life.